# Andrea Conti (football, 1977)
Pour les articles homonymes, voir Andrea Conti et Conti.
Andrea Conti, né le 23 août 1977 à Rome, est un footballeur italien qui évolue au poste de milieu de terrain.

## Biographie
Andrea Conti joue deux matchs en Serie A avec l'équipe de l'AS Roma.
Avec le club suisse de l'AC Bellinzone, il dispute 64 matchs en première division suisse, inscrivant 10 buts. Il joue également avec Bellinzone quatre matchs en Ligue Europa.
Il atteint la finale de Coupe de Suisse en 2008 avec l'AC Bellinzone, en étant battu par le FC Bâle.

## Palmarès
- Finaliste de la Coupe de Suisse en 2008 avec l'AC Bellinzone